# Brèche de la Badète
La brèche de la Badète est un col de montagne pédestre frontalier des Pyrénées à 2 673 ou 2 669 mètres d'altitude entre le département français des Hautes-Pyrénées, en Occitanie, et la province espagnole de Huesca en Aragon, sur la frontière franco-espagnole.
Il relie la vallée du Marcadau en Lavedan à la vallée de Tena en Aragon.

## Toponymie
En occitan badète dérivé de badeta qui signifie « petite vallée », donc le col dans la petite vallée.

## Géographie
La brèche de la Badète est encadrée par la pic de la Badète d'Arratille (2 805 m) au sud et le pics Jumeaux (2 720 m) au nord. Elle surplombe les lacs du Couyèou Biel au nord, le cirque de Bramatuero à l'ouest et l'ibón de Bramatuero Alto au sud.
Il est situé entre le département des Hautes-Pyrénées en vallée de Saint-Savin, dans la vallée du Marcadau sur la commune de Cauterets, et celle de Tena (Panticosa) en Espagne.

### Hydrographie
Le col délimite la ligne de partage des eaux entre le bassin de l'Adour, qui se déverse dans l'Atlantique côté nord, et le bassin de l'Èbre, qui coule vers la Méditerranée côté sud.

## Protection environnementale
Le col est situé dans le parc national des Pyrénées.

## Voies d'accès
On y arrive côté français depuis le Pont d'Espagne (1 520 m) et la vallée du Marcadau au fond de laquelle se trouve le refuge Wallon (1 865 m). 
Côté espagnol par la vallée de Panticosa via le GR 11 depuis le refuge de Bramatuero.